# جوزيبي برتولوتشي
جوزيبي برتولوتشي (بالإيطالية: Giuseppe Bertolucci)‏ هو كاتب سيناريو ومخرج إيطالي، ولد في 27 فبراير 1947 في بارما في إيطاليا، وتوفي في 16 يونيو 2012 في ديسو في إيطاليا.

## وصلات خارجية
- جوزيبي برتولوتشي على موقع IMDb (الإنجليزية)
- جوزيبي برتولوتشي على موقع روتن توميتوز (الإنجليزية)
- جوزيبي برتولوتشي على موقع ألو سيني (الفرنسية)
- جوزيبي برتولوتشي على موقع تيرنر كلاسيك موفيز (الإنجليزية)
- جوزيبي برتولوتشي على موقع أول موفي (الإنجليزية)
- جوزيبي برتولوتشي على موقع قاعدة بيانات الأفلام السويدية (السويدية)
- جوزيبي برتولوتشي على موقع قاعدة بيانات الفيلم (الإنجليزية)
- جوزيبي برتولوتشي على موقع كينوبويسك (الروسية)